# Älgarås församling
Älgarås församling var en församling i Skara stift och i Töreboda kommun. Församlingen uppgick 2006 i Hova-Älgarås församling.

## Administrativ historik
Församlingen har medeltida ursprung. 
Församlingen var till 2006 annexförsamling i pastoratet Hova och Älgarås som även omfattade till 1790-talet Fagerlids församling och från 1630-talet till 1870 Finnerödja församling. Församlingen uppgick 2006 i Hova-Älgarås församling.

## Kyrkor
- Älgarås kyrka